# Puchar Grecji w piłce siatkowej mężczyzn (2024/2025)
Puchar Grecji w piłce siatkowej mężczyzn 2024/2025 (gr. Κύπελλο Ελλάδας πετοσφαίρισης ανδρών 2024/2025) – 37. edycja rozgrywek o siatkarski Puchar Grecji zorganizowana przez Grecki Związek Piłki Siatkowej (gr. Ελληνική Ομοσπονδία Πετοσφαίρισης, Ε.Ο.ΠΕ.). Rozpoczęła się 10 grudnia 2024 roku.
W Pucharze Grecji uczestniczyły drużyny z Volley League, Pre League oraz ligi A2. Rozgrywki składały się z 1. rundy, 1/8 finału, ćwierćfinałów oraz turnieju finałowego. We wszystkich rundach obowiązywał system pucharowy.
Turniej finałowy, w ramach którego rozegrano półfinały i finał, odbył się w dniach 28-29 marca 2025 roku w hali sportowej T9 w Kostakii w gminie Arta. Po raz 18. Puchar Grecji zdobył Olympiakos, który w finale pokonał PAOK. Najlepszym zawodnikiem (MVP) finału został wybrany Kanadyjczyk John Perrin. Sponsorem nagrody dla MVP była spółka KYANA.

## System rozgrywek
Ze względu na liczbę zgłoszonych drużyn, rozgrywki o Puchar Grecji w sezonie 2024/2025 składały się z 1. rundy, 1/8 finału, ćwierćfinałów oraz turnieju finałowego, w ramach którego rozegrano półfinały i finał. We wszystkich rundach obowiązywał system pucharowy, a o awansie decydowało jedno spotkanie. W 1. rundzie uczestniczyły zespoły z niższych lig, a od 1/8 finału do rozgrywek dołączyły te grające w najwyższej klasie rozgrywkowej – Volley League.
Pary w poszczególnych rundach wyłaniano w drodze losowania. Losowanie par 1. rundy przeprowadzono 3 grudnia, 1/8 finału – 13 stycznia, ćwierćfinałów – 20 lutego, a półfinałów – 6 marca. Przy losowaniu par 1. rundy zespoły podzielono na dwie strefy geograficzne, natomiast przy losowaniu par 1/8 finału drużyny ulokowano w dwóch koszykach. W pierwszym znalazły się zespoły z niższych lig oraz te, które po I rundzie fazy zasadniczej Volley League zajęły miejsca 9-10, w drugim zaś – pozostałe drużyny z Volley League. Gospodarzami meczów 1/8 finału były zespoły z pierwszego koszyka. W pozostałych rundach rolę gospodarza pełniła drużyna z niższej ligi lub – w przypadku gdy oba zespoły występowały na tym samym poziomie rozgrywkowym – ta, która została wylosowana jako pierwsza.
Turniej finałowy rozegrano w miejscu wyznaczonym przez Grecki Związek Piłki Siatkowej. Zwycięzca finału zdobył Puchar Grecji.

## Drużyny uczestniczące
W Pucharze Grecji w sezonie 2024/2025 miały prawo uczestniczyć zespoły grające w Volley League (dla których udział był obowiązkowy), Pre League oraz ligi A2. Do rozgrywek zgłosiło się 18 drużyn: 10 z Volley League, 5 z Pre League oraz 3 z ligi A2.
| Volley League (10 drużyn)             | Volley League (10 drużyn) |
| ------------------------------------- | ------------------------- |
| Atlos Orestiada                       | 1/8 finału                |
| AO Fliswos Paleo Faliro Members Paron | ćwierćfinał               |
| AO Foinikas Syros                     | ćwierćfinał               |
| AOP Kifisias                          | ćwierćfinał               |
| AONS Milon                            | ćwierćfinał               |
| OFI                                   | półfinał                  |
| Olympiakos SFP ONEX                   | zwycięstwo                |
| Panathinaikos AO                      | półfinał                  |
| PAOK F&U                              | finał                     |
| Pigasos Polichnis                     | 1/8 finału                |

| Pre League (5 drużyn) | Pre League (5 drużyn) |
| --------------------- | --------------------- |
| APS Ifestos Florinas  | 1/8 finału            |
| AS Aris               | 1/8 finału            |
| GS Kerateas           | 1/8 finału            |
| GS Panionios          | 1/8 finału            |
| NGST Iraklis Condito  | 1/8 finału            |

| A2 (3 drużyn)     | A2 (3 drużyn) |
| ----------------- | ------------- |
| Finikas Polichnis | 1/8 finału    |
| GAS Pamwochaikos  | 1. runda      |
| SFK Pierikos      | 1. runda      |

## Rozgrywki
Godzina według strefy czasowej UTC+2.

### 1. runda
Strefa A
| 10 grudnia 202420:00 Źródło: | GAS Pamwochaikos | 1:3 | GS Kerateas | Hala „Jorgos Triandafilos”, Budapeszt |
| 10 grudnia 202420:00 Źródło: |                  | 1:3 |             | Hala „Jorgos Triandafilos”, Budapeszt |

Wolny los: GS Panionios
Strefa B
| 11 grudnia 202418:00 | SFK Pierikos | 1:3(26:24, 22:25, 17:25, 17:25) | APS Ifestos Florinas | Hala Katerinis T9, Katerini |
| 11 grudnia 202418:00 |              | 1:3(26:24, 22:25, 17:25, 17:25) |                      | Hala Katerinis T9, Katerini |

Wolny los: AS Aris, Finikas Polichnis, NGST Iraklis Condito

### 1/8 finału
| 18 lutego 202517:00 Źródło: | AS Aris | 0:3(19:25, 24:26, 12:25) | AO Foinikas Syros | Narodowe Centrum Mikra, Kalamaria Sędzia: Wasilios Wasiliadis i Jeorjos Mawridis |
| 18 lutego 202517:00 Źródło: |         | 0:3(19:25, 24:26, 12:25) |                   | Narodowe Centrum Mikra, Kalamaria Sędzia: Wasilios Wasiliadis i Jeorjos Mawridis |

| 18 lutego 202518:30 Źródło: | Finikas Polichnis | 0:3(11:25, 13:25, 21:25) | Olympiakos SFP ONEX | Miejski Ośrodek Sportu „Aleksandros Nikolaidis”, Polichni Sędzia: Jorgos Dranitsas i Panajotis Kukumakas |
| 18 lutego 202518:30 Źródło: |                   | 0:3(11:25, 13:25, 21:25) |                     | Miejski Ośrodek Sportu „Aleksandros Nikolaidis”, Polichni Sędzia: Jorgos Dranitsas i Panajotis Kukumakas |

| 19 lutego 202516:00 Źródło: | AO Fliswos Paleo Faliro Members Paron | 3:1(25:20, 25:20, 21:25, 25:18) | Pigasos Polichnis | Hala „Sofia Befon”, Paleo Faliro Widzów: 50 Sędzia: Michail Kutsulas i Stilianos Jeorjadis |
| 19 lutego 202516:00 Źródło: |                                       | 3:1(25:20, 25:20, 21:25, 25:18) |                   | Hala „Sofia Befon”, Paleo Faliro Widzów: 50 Sędzia: Michail Kutsulas i Stilianos Jeorjadis |

| 19 lutego 202517:00 Źródło: | Atlos Orestiada | 0:3(23:25, 15:25, 22:25) | OFI | Hala „Michalis Paraskiewopulos”, Aleksandropolis Widzów: 100 Sędzia: Janis Joanidis i Atanasios Muzulas |
| 19 lutego 202517:00 Źródło: |                 | 0:3(23:25, 15:25, 22:25) |     | Hala „Michalis Paraskiewopulos”, Aleksandropolis Widzów: 100 Sędzia: Janis Joanidis i Atanasios Muzulas |

| 19 lutego 202518:00 Źródło: | APS Ifestos Florinas | 0:3(21:25, 13:25, 17:25) | AONS Milon | Miejski Ośrodek Sportu, Florina Sędzia: Aleksandros Awramidis i Anestis Sarakinidis |
| 19 lutego 202518:00 Źródło: |                      | 0:3(21:25, 13:25, 17:25) |            | Miejski Ośrodek Sportu, Florina Sędzia: Aleksandros Awramidis i Anestis Sarakinidis |

| 19 lutego 202519:00 Źródło: | GS Panionios | 1:3(24:26, 25:20, 29:31, 16:25) | Panathinaikos AO | Hala „Andreas Warikas”, Nea Smirni Sędzia: Wasilios Nikakis i Ewangelos Arwanitis |
| 19 lutego 202519:00 Źródło: |              | 1:3(24:26, 25:20, 29:31, 16:25) |                  | Hala „Andreas Warikas”, Nea Smirni Sędzia: Wasilios Nikakis i Ewangelos Arwanitis |

| 19 lutego 202519:00 Źródło: | NGST Iraklis Condito | 1:3(16:25, 12:25, 27:25, 17:25) | PAOK F&U | Narodowe Centrum Mikra, Kalamaria Sędzia: Aleksandros Milonakis i Aristidis Papadopulos |
| 19 lutego 202519:00 Źródło: |                      | 1:3(16:25, 12:25, 27:25, 17:25) |          | Narodowe Centrum Mikra, Kalamaria Sędzia: Aleksandros Milonakis i Aristidis Papadopulos |

| 19 lutego 202521:30 Źródło: | GS Kerateas | 0:3(8:25, 16:25, 21:25) | AOP Kifisias | Hala „Joanis Mengulis”, Keratea Sędzia: Jeorjos Welonis i Maria Christina Chambilu |
| 19 lutego 202521:30 Źródło: |             | 0:3(8:25, 16:25, 21:25) |              | Hala „Joanis Mengulis”, Keratea Sędzia: Jeorjos Welonis i Maria Christina Chambilu |

Harmonogram: 

### Ćwierćfinały
| 5 marca 202518:00 Źródło: | AO Foinikas Syros | 0:3(16:25, 18:25, 20:25) | Panathinaikos AO | Centrum Sportowe „Dimitrios Wikielas”, Ermupoli Widzów: 140 Sędzia: Michail Kutsulas i Jeorjos Welonis |
| 5 marca 202518:00 Źródło: |                   | 0:3(16:25, 18:25, 20:25) |                  | Centrum Sportowe „Dimitrios Wikielas”, Ermupoli Widzów: 140 Sędzia: Michail Kutsulas i Jeorjos Welonis |

| 5 marca 202518:00 Źródło: | PAOK F&U | 3:1(25:17, 25:20, 20:25, 25:19) | AONS Milon | Hala PAOK, Pilea Widzów: 200 Sędzia: Charalambos Papadogulas i Wasilios Wasiliadis |
| 5 marca 202518:00 Źródło: |          | 3:1(25:17, 25:20, 20:25, 25:19) |            | Hala PAOK, Pilea Widzów: 200 Sędzia: Charalambos Papadogulas i Wasilios Wasiliadis |

| 5 marca 202519:00 Źródło: | Olympiakos SFP ONEX | 3:1(25:21, 25:18, 24:26, 25:23) | AO Fliswos Paleo Faliro Members Paron | Hala „Melina Merkuri”, Ajos Joanis Rendis Widzów: 100 Sędzia: Konstandinos Wuduris i Spiros Prenddzas |
| 5 marca 202519:00 Źródło: |                     | 3:1(25:21, 25:18, 24:26, 25:23) |                                       | Hala „Melina Merkuri”, Ajos Joanis Rendis Widzów: 100 Sędzia: Konstandinos Wuduris i Spiros Prenddzas |

| 6 marca 202519:00 Źródło: | AOP Kifisias | 1:3(23:25, 22:25, 25:12, 26:28) | OFI | Hala «Joanis Zirinis», Kifisia Widzów: 150 Sędzia: Aleksandros Milonakis i Wasilios Nikakis |
| 6 marca 202519:00 Źródło: |              | 1:3(23:25, 22:25, 25:12, 26:28) |     | Hala «Joanis Zirinis», Kifisia Widzów: 150 Sędzia: Aleksandros Milonakis i Wasilios Nikakis |

Harmonogram: 

### Turniej finałowy

#### Półfinały
| 28 marca 202517:00 Źródło: | OFI | 1:3(17:25, 18:25, 25:22, 14:25) | Olympiakos SFP ONEX | Hala T9, Kostakii Widzów: 950 Sędzia: Aleksandros Milonakis i Pawlos Apostolu |
| 28 marca 202517:00 Źródło: |     | 1:3(17:25, 18:25, 25:22, 14:25) |                     | Hala T9, Kostakii Widzów: 950 Sędzia: Aleksandros Milonakis i Pawlos Apostolu |

| 28 marca 202520:00 Źródło: | Panathinaikos AO | 2:3(25:19, 22:25, 19:25, 25:18, 12:15) | PAOK F&U | Hala T9, Kostakii Widzów: 1100 Sędzia: Michail Kutsulas i Pawlos Apostolu |
| 28 marca 202520:00 Źródło: |                  | 2:3(25:19, 22:25, 19:25, 25:18, 12:15) |          | Hala T9, Kostakii Widzów: 1100 Sędzia: Michail Kutsulas i Pawlos Apostolu |

#### Finał
| 29 marca 202519:00 Źródło: | Olympiakos SFP ONEX | 3:1(25:21, 25:17, 20:25, 25:21) | PAOK F&U | Hala T9, Kostakii Widzów: 1200 Sędzia: Aleksandros Milonakis i Stelios Papakosmas |
| 29 marca 202519:00 Źródło: |                     | 3:1(25:21, 25:17, 20:25, 25:21) |          | Hala T9, Kostakii Widzów: 1200 Sędzia: Aleksandros Milonakis i Stelios Papakosmas |